# Мола, Клинтон
Клинтон Мола (англ. Clinton Mola; родился 15 марта 2001, Камден) — английский футболист, выступающий на позициях полузащитника или защитника за английский клуб «Бристоль Роверс».

## Клубная карьера
Уроженец Камдена, Мола начал играть в футбол в любительской команде «Юнайтед» (англ. AC United), а в возрасте 14 лет стал игроком футбольной академии «Челси».
31 января 2020 года перешёл в немецкий клуб «Штутгарт», подписав контракт до июня 2024 года. В основном составе «Штутгарта» дебютировал 5 февраля 2020 года в матче Кубка Германии против «Байера 04». 2 октября 2021 года дебютировал в немецкой Бундеслиге, выйдя на замену в матче против «Хоффенхайма».

## Карьера в сборной
Выступал за сборные Англии до 16, до 17, до 18, до 19, до 20 лет и до 21 года.
16 ноября 2021 года дебютировал за сборную Англии до 21 года в матче против Грузии в Батуми.

## Личная жизнь
Родился в Англии в семье выходцев из Конго.